# Victor J. Kemper
Pour les articles homonymes, voir Kemper.
Victor Jay Kemper, né le 14 avril 1927 à Newark (New Jersey) et mort le 27 novembre 2023 à Los Angeles (Californie), est un directeur de la photographie américain.

## Biographie
Victor J. Kemper naît le 14 avril 1927 à Newark dans le New Jersey aux États-Unis.

### Mort
Victor J. Kemper meurt à Los Angeles dans le quartier de Sherman Oaks le 27 novembre 2023 à l'âge de 96 ans.

## Filmographie
- 1970 : The Magic Garden of Stanley Sweetheart
- 1970 : Husbands de John Cassavetes
- 1971 : Le Rivage oublié (They Might Be Giants)
- 1971 : Qui est Harry Kellerman ? (Who Is Harry Kellerman and Why Is He Saying Those Terrible Things About Me?) d'Ulu Grosbard
- 1971 : L'Hôpital (The Hospital) d'Arthur Hiller
- 1972 : Votez McKay (The Candidate) de Michael Ritchie
- 1972 : Last of the Red Hot Lovers (en), de Gene Saks
- 1973 : Le Fauve (Shamus)
- 1973 : Les Copains d'Eddie Coyle (The Friends of Eddie Coyle)
- 1973 : Gordon's War (en)
- 1973 : From the Mixed-Up Files of Mrs. Basil E. Frankweiler
- 1974 : Le Flambeur (The Gambler)
- 1975 : La Mort en rêve (The Reincarnation of Peter Proud)
- 1975 : Un après-midi de chien (Dog Day Afternoon) de Sidney Lumet
- 1976 : Stay Hungry de Bob Rafelson
- 1976 : Le Dernier Nabab (The Last Tycoon) d'Elia Kazan
- 1976 : Mikey and Nicky
- 1977 : La Castagne (Slap Shot) de George Roy Hill
- 1977 : Audrey Rose de Robert Wise
- 1977 : Bon Dieu !  (Oh, God!), de Carl Reiner
- 1977 : The Prince of Central Park (TV)
- 1978 : Morts suspectes (Coma) de Michael Crichton
- 1978 : The One and Only de Carl Reiner
- 1978 : Les Yeux de Laura Mars (Eyes of Laura Mars) d'Irvin Kershner
- 1978 : Magic de Richard Attenborough
- 1979 : Justice pour tous (...And Justice for All.) de Norman Jewison
- 1979 : Un vrai schnock (The Jerk) de Carl Reiner
- 1980 : New York Connection (Night of the Juggler)
- 1980 : Nimitz, retour vers l'enfer (The Final Countdown) de Don Taylor
- 1980 : Xanadu de Robert Greenwald
- 1981 : Les Quatre Saisons (The Four Seasons), d'Alan Alda
- 1981 : Chu Chu and the Philly Flash de David Lowell Rich
- 1982 : Partners
- 1982 : Avec les compliments de l'auteur (Author! Author!) d'Arthur Hiller
- 1983 : Mister Mom de Stan Dragoti
- 1983 : Bonjour les vacances... (Vacation) de Harold Ramis
- 1984 : Manhattan Solo (The Lonely Guy)
- 1984 : Jouer c'est tuer (Cloak & Dagger)
- 1985 : Une amie qui vous veut du bien (Secret Admirer) de David Greenwalt
- 1985 : Pee-Wee Big Adventure (Pee-wee's Big Adventure) de Tim Burton
- 1985 : Cluedo (Clue) de Jonathan Lynn
- 1987 : Chaque meurtre a son prix (Kojak: The Price of Justice) (TV)
- 1987 : Walk Like a Man (en)
- 1988 : Hot to Trot de Michael Dinner
- 1989 : Cohen and Tate (en) d'Eric Red
- 1989 : Pas nous, pas nous (See No Evil, Hear No Evil) d'Arthur Hiller
- 1990 : Les Fous de la pub (Crazy People)
- 1991 : F/X2, effets très spéciaux (F/X2) de Richard Franklin
- 1991 : Another You
- 1991 : Pour le meilleur et pour le rire (Married to It) de Arthur Hiller
- 1992 : Beethoven de Brian Levant
- 1995 : Le Courage d'un con (Tommy Boy)
- 1996 : Eddie de Steve Rash
- 1996 : La Course au jouet (Jingle All the Way) de Brian Levant
- 1999 : La Vie secrète d'une milliardaire (Too Rich: The Secret Life of Doris Duke) (TV)
- 2001 : On Golden Pond (TV)
- 2005 : American Pie : No limit ! (American Pie Presents Band Camp) de Steve Rash (vidéo)
- 2006 : American Girls 3 (Bring It On: All or Nothing) (vidéo)